# 星系年表
星系年表是星系、星系團、和宇宙大尺度結構的年代學。

## 20世紀之前
- 400s BC - 德謨克利特建議天空中明亮的銀河 可能包含許多的星星。
- 300s BC - 亞里斯多德認為銀河是由一些散發出氣體的巨大的星星聚集在一起引燃的火焰造成的，並且這些點燃的氣體都存在於的與天上的世界聯繫在一起運動的大氣層"[1]。
- 964 AD - 波斯天文學家 Abd al-Rahman al-Sufi (Azophi)在他的恆星之書中記錄了仙女座星系 [2]和大麥哲倫雲[3][4]。這是除了銀河系之外，最早被看見的其他星系 。
- 1000s – 另一位波斯天文學家Abū Rayhān al-Bīrūnī描述銀河是許多星雲星星的集合體[5]。
- 1000s –一位阿拉伯天文學家 Ibn al-Haytham (Alhazen) 第一次嘗試測量銀河的視差反駁亞里斯多德的銀河理論[6]，因為測不出銀河的視差，因此他認為銀河距離地球很遠，不屬於地球的大氣層[7]。
- 1100s –Islamic Spain的伊本·巴哲(Avempace)提出銀河是由許多的恆星組成，因為受到地球大氣層的折射而呈現連續的影像[1]。
- 1300s – 敘利亞的Ibn Qayyim Al-Jawziyya 提出銀河是由許多小星星聚集在一起，並且固定在包含恆星的天球上，而且這些小星星都比行星巨大[8]。
- 1521年 － 斐迪南·麥哲倫在環球的探險中觀察到麥哲倫雲。
- 1610年 － 伽利略使用望遠鏡觀察天空上的亮帶（銀河），發現是許多暗淡的恆星。
- 1750年 － 湯姆斯·萊特(Thomas Wright)論述星系和銀河的形狀。
- 1755年 － 接續Wright的工作，伊曼努尔·康德臆測星系是被引力聚集在 一起旋轉的恆星盤，星雲是被分離的星系。
- 1845年 － 威廉·帕森思發現有星雲有螺旋的形狀。（即為M51）

## 20世紀前期
- 1918年 － 哈罗·沙普利顯示球狀星團分布的扁球體或暈，不是以地球為中心，正確的說，他是以銀河系的中心為中心。
- 1920年 －哈罗·沙普利和希伯·柯蒂斯辯論螺旋星雲是否在銀河系之內。（參見沙普利-柯蒂斯之争。）
- 1923年 － 愛德文·哈勃在仙女座星系發現造父變星，解決了沙普利-柯蒂斯之争。
- 1930年 － Robert Trumpler利用疏散星團的吸收譜線對銀河平面上的星際塵埃進行定量的觀察。這種吸收對早期的銀河系模型造成極大的困擾。
- 1932年 － 卡尔·央斯基發現來自銀河中心的電波噪音。
- 1933年 － 弗里茨·兹威基將維里定理運用在后髮座星系團，獲得看不見的物質存在的證據。
- 1936年 －愛德文·哈勃提出螺旋、棒旋、橢圓和不規則星系的分類法。
- 1939年 － Grote Reber發現天鵝座A電波源
- 1943年 － Carl Keenan Seyfert辨認出六個螺旋星系有不尋常的寬廣發射譜線，命名為賽佛特星系。
- 1949年 － J.G. Bolton、G.J. Stanley、和O.B. Slee 確認M87和NGC 5128是銀河系外的電波源。

## 20世紀後期
- 1953年 － Gerard de Vaucouleurs發現直徑大約是200萬光年的室女座星系團是被約束住的巨大超星系團。
- 1954年 － 沃爾特·巴德和魯道夫·閔可夫斯基辨認出銀河系外電波源天鵝座A的光學對應體。
- 1959年 － 劍橋大學的干涉儀發現數百個電波源，並編輯成3C目錄。其中有許多在後來被發現是類星體和電波星系。
- 1960年 － Thomas Matthews測量出電波源3C 48的位置，經確度達到5"。
- 1960年 － Allan Sandage已可見光研究3C 48，並且觀察到異常的藍類星體。
- 1962年 － Cyril Hazard、 M.B. Mackey、和A.J. Shimmins利用月掩星精確的測量3C 273的位置，並推論出他有雙重的來源。
- 1962年 － Olin Eggen、Donald Lynden-Bell和Allan Sandage提出星系形成的理論，以單一（相對的）快速的整體崩潰，先形成了暈，然後才是星系盤面。
- 1963年 － Maarten Schmidt辨識出3C 273內紅移的巴耳末線。
- 1973年 － Jeremiah Ostriker和James Peebles發現在螺旋星系中可見物質的總質量不足以產生足夠的牛頓萬有引力，使盤中的物質被吸引住而不會四散飛離或改變盤的形狀。
- 1974年 － B.L. Fanaroff and J.M. Riley區別出邊緣昏暗（FR I）和邊緣明亮（FR II）的電波源。
- 1976年 － Sandra Faber和羅伯特·傑克遜發現橢圓星系的亮度和相對於中心速度離散的費伯-傑克遜關係。
- 1977年 － R. Brent Tully和理查德·費雪發表獨立的螺旋星系的亮度與盤面部分的速度與自轉曲線的關係式
- 1978年 － 史蒂夫·葛利格里和萊爾德·湯普森描述后髮座超星系團。
- 1978年 － 維拉·路賓、肯特·福特、 N. Thonnard、和艾伯特·玻斯曼測量了一些螺旋星系的自轉曲線，並且發現可以看見的恆星數量與牛頓萬有引力預測的數量之間有巨大的偏差。
- 1978年 － 倫納德·瑟爾和羅伯特·齊恩推論星系形成是由許多較小的合併組合成大的。
- 1981年 － 羅伯特·科什那、August Oemler、Paul Schechter和Stephen Shectman發現牧夫座有一個直徑達到一億光年的巨大空洞。
- 1985年 － Robert Antonucci和J.米勒發現塞佛特II星系NGC 1068有高度偏振只出現在反射光中的寬譜線。
- 1986年 － Amos Yahil、大衛·沃克和Michael Rowan-Robinson發現IRAS星系密度的偶極方向與宇宙微波背景溫度偶極的方向一致。
- 1987年 － David Burstein、Roger Davies、Alan Dressler、Sandra Faber、Donald Lynden-Bell、R.J. Terlevich和Gary Wegner聲稱在銀河系周圍200萬光年內的星系一起都朝向長蛇座和半人馬座方向，被稱為巨引源的星系團移動。
- 1989年 － 瑪格麗特·杰勒（Margaret Geller）和約翰·修茲勞（John Huchra）發現長城，是一個由星系組成的薄片，長五億光年、寬三億光年，但只有一千五百萬光年厚。
- 1990年 － Michael Rowan-Robinson和Tom Broadhurst發現IRAS星系IRAS F10214+4724是宇宙中已知的天體中最亮的。
- 1992年 － 第一次在宇宙微波背景中偵測到大尺度的結構，表明第一群的星系團種子出現在宇宙的早期。
- 1995年 － 第一次在宇宙微波背景中偵測到小尺度的結構。
- 1995年 － 哈柏深空在144弧秒的視場中進行星系的調查。
- 1998年 － 2度視場星系紅移巡天測繪出宇宙在鄰近銀河系附近的大尺度結構。
- 1998年 － 哈柏南天深空
- 1998年 － 發現宇宙的加速
- 2000年 － 一些來自宇宙微波背景實驗的數據，提供宇宙是平的有力證據（空間沒有彎曲，但時-空是），這對大尺度結構的形成有重要的含意。

## 21世紀
- 2001年 － 持續進行中的史隆數位巡天釋出第一批資料。
- 2004年 － 歐洲南方天文臺發現Abell 1835 IR1916 － 從地球能看見的最遙遠星系。
- 2004年 － Arcminute Microkelvin Imager 開始描繪遙遠星系團的分佈。
- 2013年 － 天文學家以光譜確認z8_GND_5296是至今確認距離地球最遠的星系。該星系形成於大爆炸後7億年，不過它的觀測位置距離地球約300億年。[9]